# Albert Hensel (Rechtswissenschaftler)
Albert Sebastian Leopold Hensel (* 9. Februar 1895 in Charlottenburg; † 18. Oktober 1933 in Pavia, Italien) war ein deutscher Steuerrechtler, der auch im Staatsrecht bedeutende Arbeiten verfasste.

## Leben
Der einzige Sohn des Mathematikprofessors Kurt Hensel habilitierte sich an der Rheinischen Friedrich-Wilhelms-Universität Bonn und wurde dort 1923 Professor. 1929 folgte er dem Ruf der Albertus-Universität Königsberg auf ihren Lehrstuhl für Öffentliches Recht. Nach seiner zwangsweisen Beurlaubung als Folge des Arierparagraphen im April 1933 – seine Mutter Gertrud geb. Hahn (1866–1954) war Jüdin und seine Urgroßmutter väterlicherseits Felix Mendelssohn Bartholdys Schwester Fanny Hensel – reiste er zu Studienzwecken nach Pavia, wo er einem Herzleiden erlag.
Als Soldat im Ersten Weltkrieg hatte Albert Hensel 1917, im Alter von 22 Jahren, sein erstes Buch veröffentlicht, eine Studie über Ludwig van Beethoven. Er heiratete Marie Luise geb. Flothmann (1894–1942) aus Marburg. Die beiden hatten zwei Söhne, Kurt und Martin.
Mit dem Steuerrecht kam er während einer kurzen Tätigkeit beim Finanzamt Marburg in Berührung. Seit 1923 beamteter a. o. Professor an der Rheinischen Friedrich-Wilhelms-Universität Bonn, veröffentlichte er mit 29 Jahren sein Hauptwerk, eine umfassende wissenschaftlich-systematische Bearbeitung des deutschen Steuerrechts. Das Buch wurde 1927 und 1933 neu aufgelegt und auch in die italienische und japanische Sprache übersetzt.
Hensel war von 1924 bis 1932 Mitglied der Deutschen Volkspartei und trat im Jahr 1924 für diese bei der Bonner Stadtverordnetenwahl an. Er wurde gewählt und arbeitete in mehreren Ausschüssen, blieb jedoch nur bis Anfang Oktober 1925 in der Fraktion.

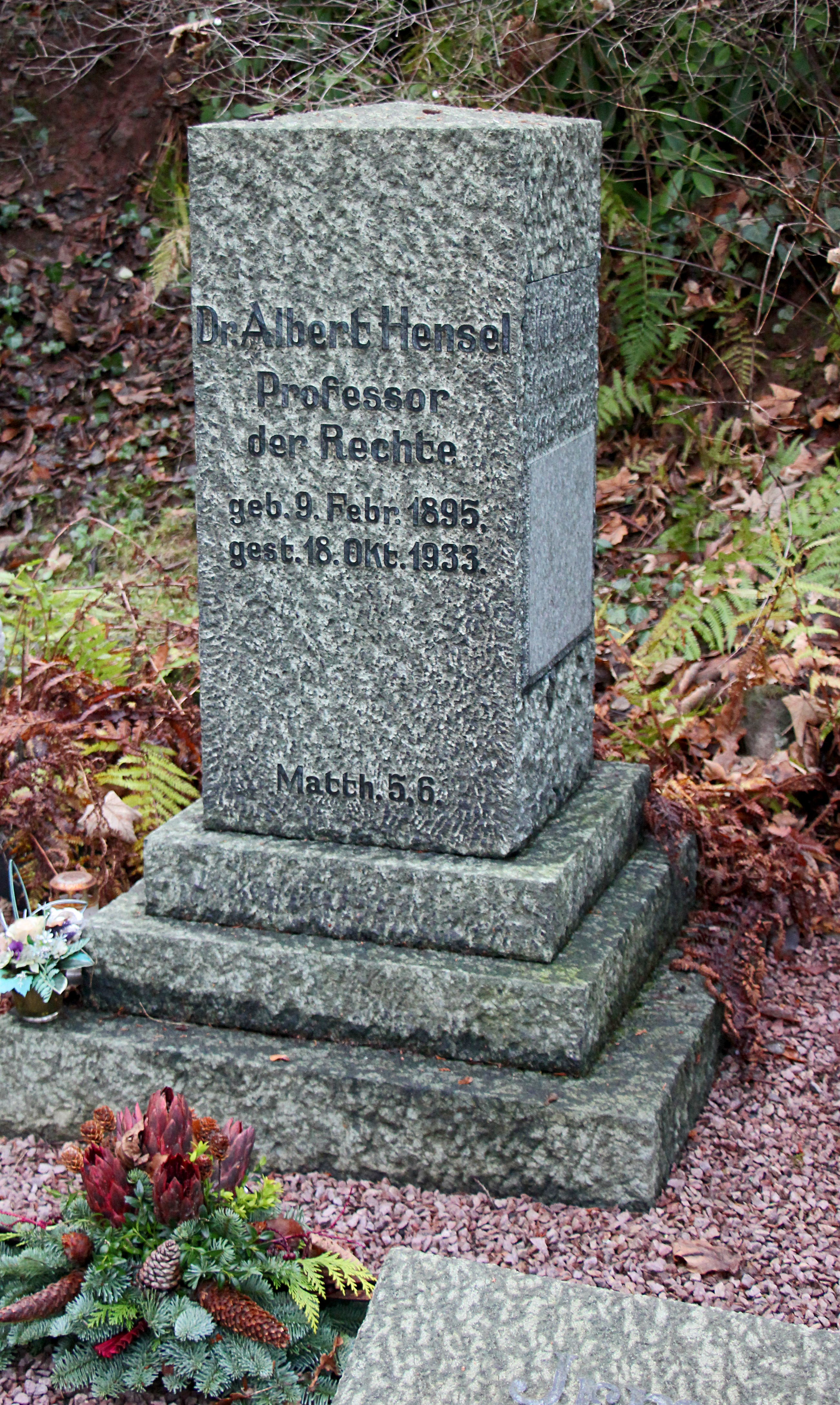
Grab von Albert Hensel auf dem Hauptfriedhof Marburg

Hensel war Mentor von Harry Siegmund.

## Ehrung
Von der Deutschen Steuerjuristischen Gesellschaft wird seit 1981 jährlich der Albert-Hensel-Preis an einen jungen Wissenschaftler verliehen, der einen wesentlichen Beitrag zur Erforschung oder Weiterentwicklung des Steuerrechts geleistet hat.

## Schriften (Auswahl)
- Beethoven: Der Versuch einer musik-philosophischen Darstellung. 1917.
- Der Finanzausgleich im Bundesstaat in seiner staatsrechtlichen Bedeutung. 1922.
- Steuerrecht. 3 Auflagen, 1924–33.
- Grundrechte und politische Weltanschauung. 1931.
- Kommunalrecht und Kommunalpolitik in Deutschland. 1928.
- Grundrecht und politische Weltanschauung. 1931.
- Deutsches Reichs- und Landesstaatsrecht. 1931.
- System des Familiensteuerrechts und andere Schriften. 2000.